# Trovrh
Trovrh (Trovura, Trojvrh)  je vrh u Ličkom sredogorju. Nalazi se između Komića i Gornje Ploče. Vrh je visok 1234 m.